# Mitrospingidae
Mitrospingidae(лат.) — родина горобцеподібних птахів. Птахи середнього розміру переважно забарвлені в приглушених сірих, оливкових і коричневих тонах. Представники родини мешкають у тропічних лісах на Карибському узбережжі Центральної Америки, і навіть у північних районах Південної Америки. Харчуються фруктами і комахами, задля чого збираються у невеликі зграї. Невелике чашеподібне гніздо може бути підвішене або розташовуватись на товстій горизонтальній гілці. У будівництві гнізда та вигодуванні пташенят бере участина кілька дорослих птахів.
Родину було виділено на початку XXI століття на основі досліджень більше 200 видів горобцеподібних птахів з дев'ятьма маховими перами, що мешкають в Америці. Міжнародна спілка орнітологів відносить до родини Mitrospingidae три роди, два з котрих — Orthogonys і Lamprospiza — є монотиповими, а рід Mitrospingus включає два види — танагру-потрост темнощоку (Mitrospingus cassinii) і танагру-потрост оливкову (Mitrospingus oleagineus).

## Таксономія
Традиційно представників родини відносили до свистунових (Pachycephalidae). Родину Mitrospingidae виокремили 2013 року на основі генетичних досліджень. Американське орнітологічне товариство затвердило статус родини 2017 року у 58-му додатку до його контрольного списку птахів.

## Опис
Птахи середнього розміру з тілом 18–19 см завдовжки в усіх представників родини. Голова маленька чи середня.

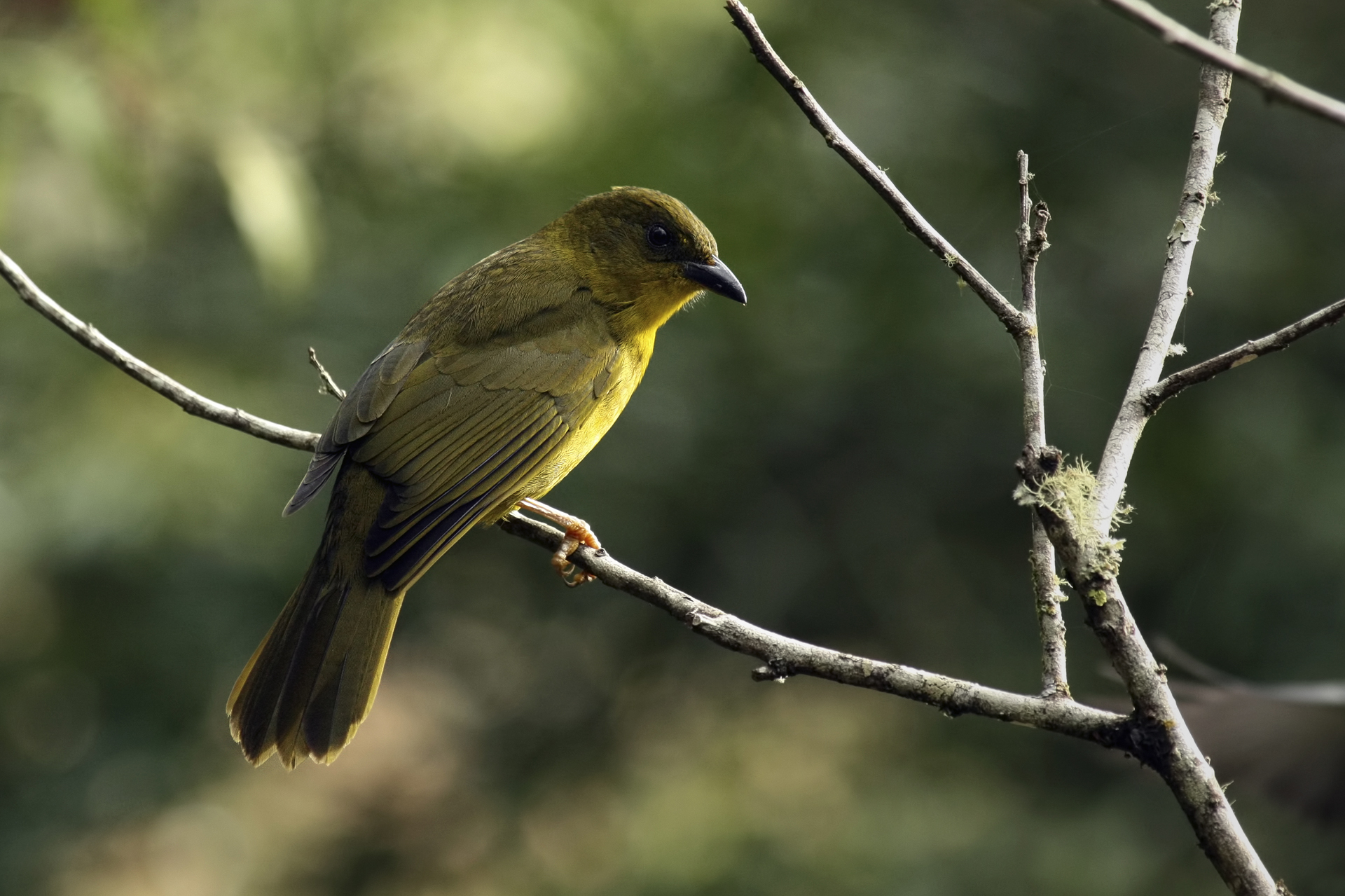
Зелена танагра

Три із чотирьох видів забарвлені у приглушених сірих, оливкових і коричневих тонах. Темнощока танагра-потрост (Mitrospingus cassinii) має блакитно-сіре оперення зверху й оливково-жовте знизу з яскравою гірчично-жовтою плямою на потилиці. Оливкова танагра-потрост (Mitrospingus oleagineus) — темно-оливкове зверху й оливково-жовте знизу. Зелена танагра (Orthogonys chloricterus) — оливково-зелене зверху та жовте знизу. Червонодзьоба танагра (Lamprospiza melanoleuca), навпаки, має яскраве чорно-біле оперення. Танагри-потрости виділяються маскою на обличчі — чорною у темнощокої танагри-потрост та свинцево-сірою в оливкової. Крила короткі або середні, з дев'ятьма першорядними маховими перами, хвіст середньої довжини. Статевий диморфізм виражений слабо. Самиця червонодзьобої танагри відрізняється від самця сірим оперенням потилиці, спини, покривних пер крила і надхвістя.
Червонодзьоба танагра має яскраво-червоний масивний дзьоб середньої довжини, інші види мають дзьоб чорний і тонший. Довжина дзьоба танагр-потрост майже досягає розмірів голови. Райдужка ока темнощокої танагри-потрост блідо-сіра, помітно виділяється в порівнянні з іншими спорідненими видами.
Під час годування птах може видавати ряд різких звукових сигналів. Описуючи вокалізацію темнощокої танагри-потрост, дослідник Скатч зазначав: 
Якщо ці танагри і видають позиви милозвучніші, аніж їхні грубі кличі, то за два сезони в сельві, де вони досить численні, я не зміг почути їх.
Оригінальний текст (англ.)
If these tanagers have notes more melodious than their harsh calls, in two seasons at La Selva, where they were fairly abundant, I failed to hear them

## Поширення
Представники родини поширені у Південній Америці та на півдні Центральної Америки від Коста-Рики до атлантичного лісу на південному сході Бразилії. Живуть у тропічних лісах на морському узбережжі або у передгір'ях.
У густих чагарниках і вздовж струмків на Карибському узбережжі в південній частині Центральної Америки й у передгір'ях Анд на північному заході Південної Америки мешкає темнощока танагра-потрост. Її ареал не перетинається з ареалом оливкової танагри-потрост, яка віддає перевагу вологим лісам на схилах гір і тепуй в Венесуелі, Ґаяні і Бразилії. Червонодзьоба танагра мешкає на сході і південному сході Перу, на півночі Болівії, у центральній частині і на сході Бразилії, у Ґаяні, Суринамі й у Французькій Ґвіані. Вона віддає перевагу перестійним незатоплюваним лісам «terra firme». Ареал зеленої танагри обмежується вологими гірськими лісами на південному сході Бразилії.
Міжнародний союз охорони природи відносить усіх представників родини до видів у найменшій загрозі (LC). Червонодзьобі танагри в силу своїх великих кормових територій зустрічаються досить рідко. Темнощокі танагри-потрости поширені на більшій частині свого ареала. Оливкові танагри-потрости живуть на слабо заселених землях, які майже не піддаються андропогенному впливу. Природне місце існування зеленої танагри за межами природоохоронних зон зруйновано, ареал виду клаптевий.

## Харчування

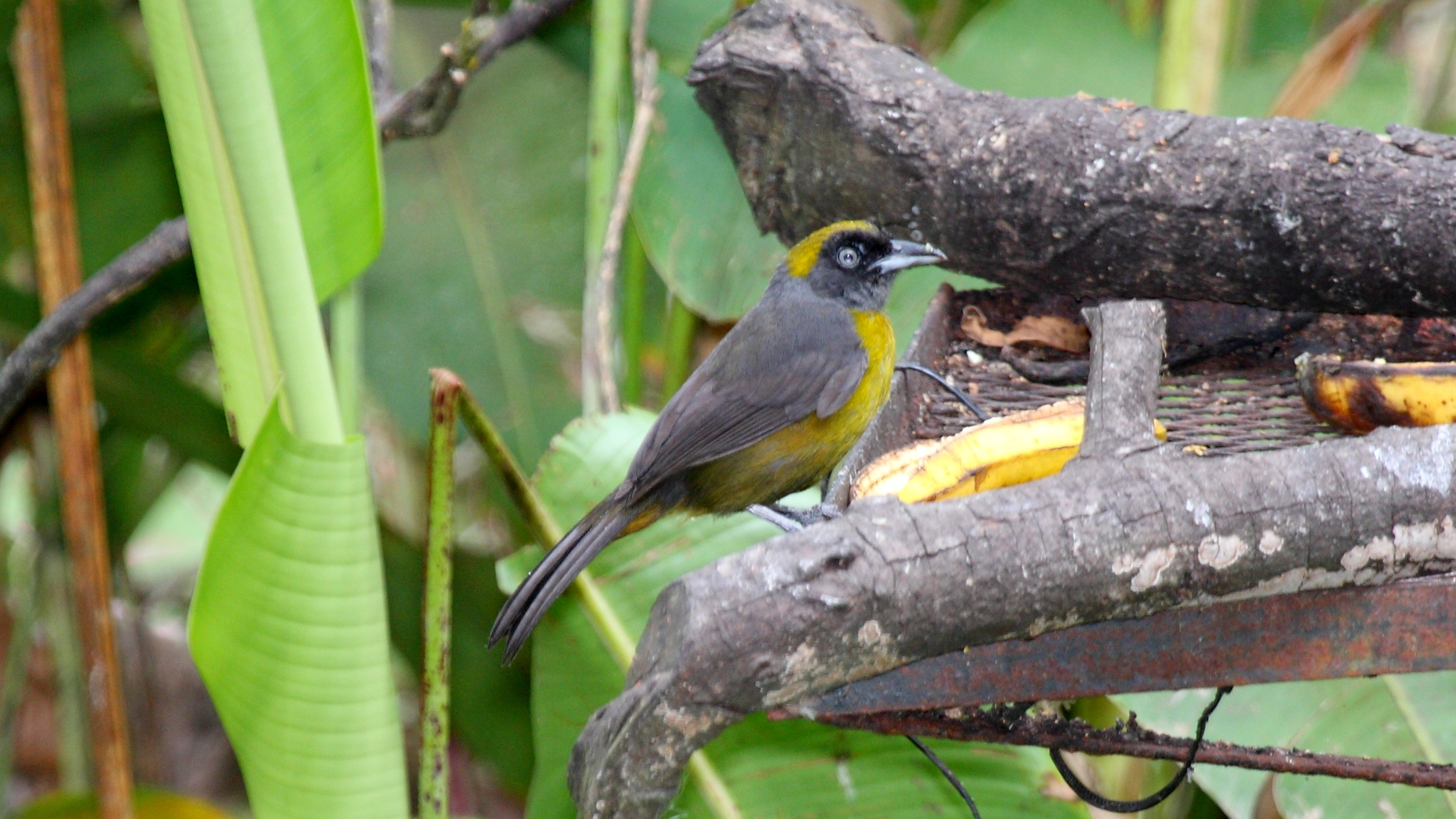
Танагра-потрост темнощока на годівниці

Всі Mitrospingidae харчуються комахами і фруктами, склад останніх досить різноманітний.
Танагри-потрости видобувають корм у підліску, нижньому та середньому ярусах лісу, риються у мертвому листі, знімають їжу з гілок. Зелені танагри добувають їжу в середньому або верхньому ярусах лісу. Червонодзьобі танагри збирають корм високо на деревах, влаштовуючись на товстій гілці і досліджуючи з боків гілки, розташовані нижче. Можуть стрибати з гілки на гілку високо у кроні дерева, захоплюючи комах у польоті.
Представники родини воліють добувати корм у зграях, переміщаючись разом на великі відстані. Деякі види, такі як оливкові танагри-потрости, червонодзьобі танагри, зелені танагри, збираються в змішані зграї, тоді як темнощокі танагри-потрости, мабуть, не змішуються. У змішаній зграї їх спостерігали лише один раз. Червонодзьобі танагри можуть харчуватися на дуже великій місцевості, вони надовго залишають зграю і годуються поодинці.

## Розмноження

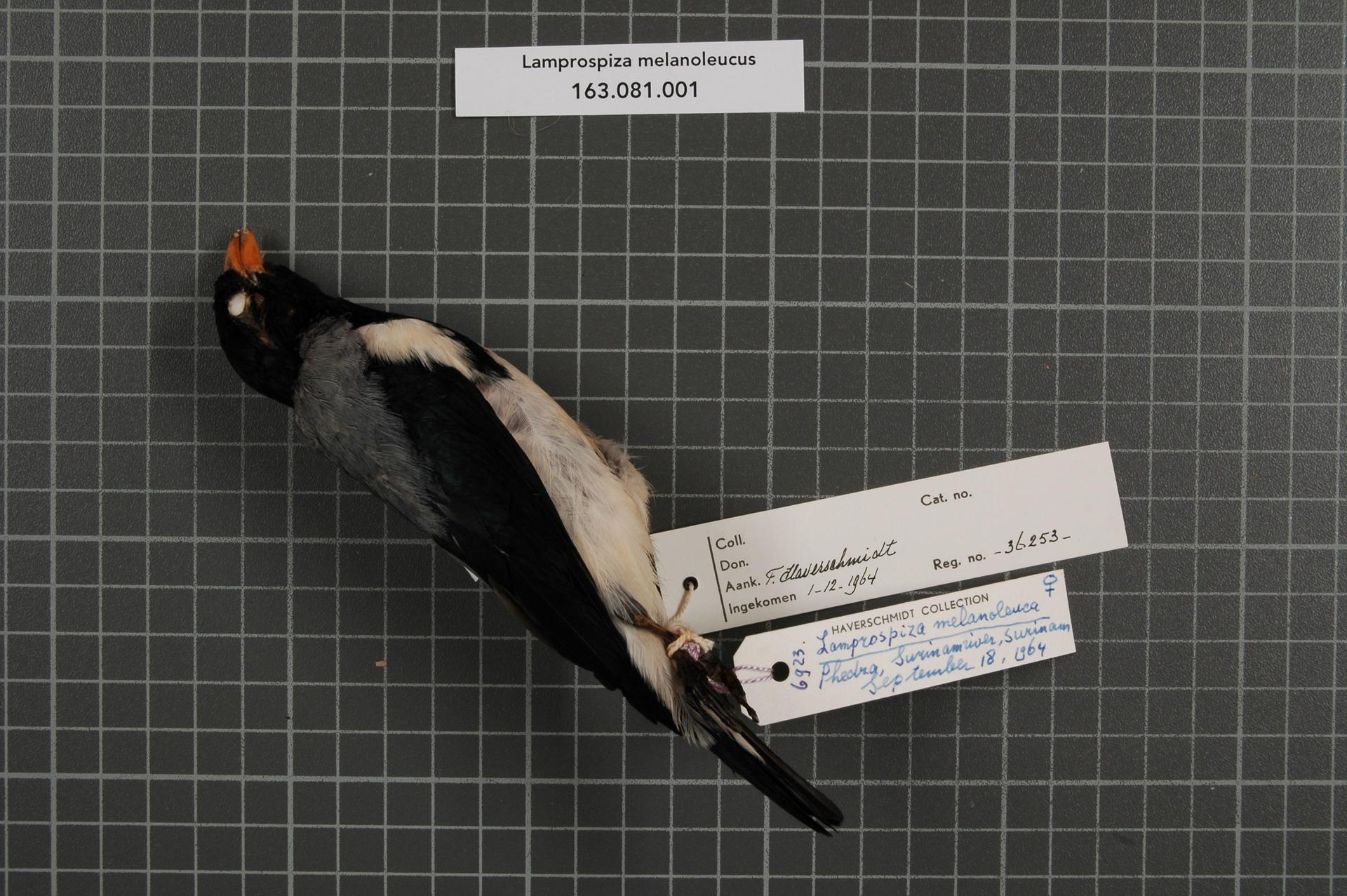
Самка червонодзьобої танагри в музеї Натураліс

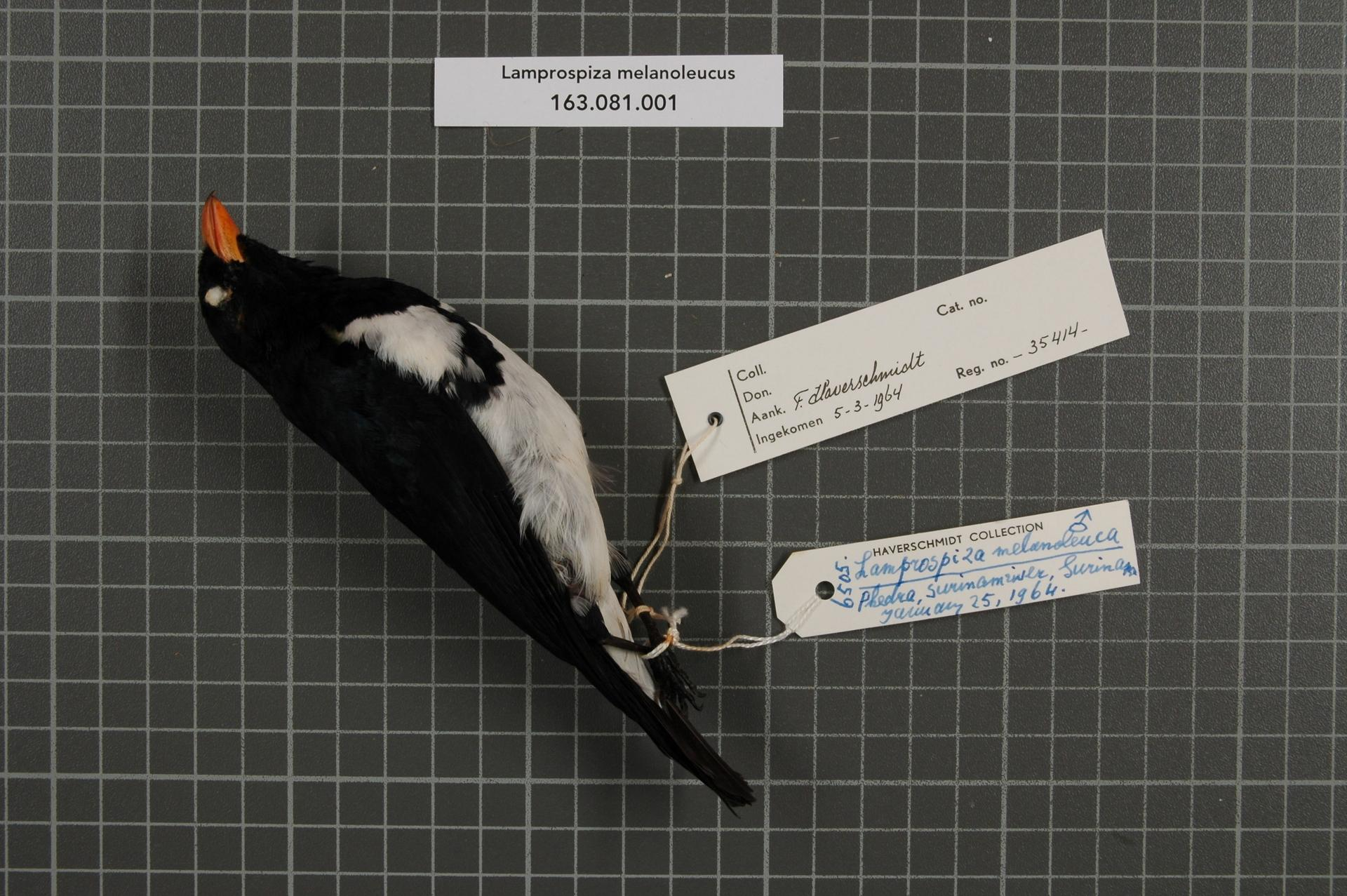
Самець червонодзьобої танагри в музеї Натураліс

Дані щодо розмноження представників родини є дуже мізерними. Найвивченішою є темнощока танагра-потрост, деякі особливості розмноження котру описав Александер Френк Скатч 1972 року, який спостерігав за годуванням пташенят в гнізді, а після того як вони вилетіли з нього, зміг дослідити і саме гніздо. 2017 року Томаз Насіменто де Мело (порт. Tomaz Nascimento de Melo) та Рената да Сілва Ксав'єр (Renata da Silva Xavier) описали будівництво гнізда червонодзьобої танагри і відкладання одного яйця, при цьому і яйце, і гніздо незабаром зникли.
Розташування гнізда і використовувана для будівництва сировина різняться у різних видів Mitrospingidae. Темнощока танагра-потрост будує відкрите чашеподібне гніздо і підвішує його між двома вертикальними гілками на висоті 1,5–3 м від землі. Відоме гніздо червонодзьобої танагри було побудовано на широкій поземій гілці на висоті 28 м. При будівництві гнізд обидва види застосовували шматочки грибів, при цьому темнощока танагра-потрост також використовувала суцвіття і корінці (в основному — довгі ниткоподібні суцвіття рослин роду Myriocarpa), а червонодзьоба танагра — павутиння і лишайники. Де Мело і Ксав'єр окремо зазначили, що, згідно з описом Скатча, лишайники не використовувалися темнощокою танагрою-потрост. У листопаді було помічено зелену танагру, що несла до бромелієвих на великому дереві сировину для гнізда. Будівництво гнізда червонодзьобої танагри тривало щонайменше з 7 по 28 січня.
Імовірно, представники родини практикують кооперативне розмноження. За спостереженнями Де Мело і Ксав'єр, у будівництві гнізда червонодзьобої танагри брало участина три дорослі птахи, водночас під час дослідження темнощокої танагри-потрост лише один дорослий птах здійснював будівництво. Скатч зазначив, що біля гнізда з пташенятами знаходилося сім дорослих темнощоких танагр-потрост, і щонайменше три з них займалися годуванням, дорослі птахи приносили їжу кілька разів з дуже коротким відривком, дозволивши вченому припустити, що це були різні птахи. Кооперативне розмноження часто зустрічається у птахів, які традиційно належать до саякових, — справжніх (Tangara), сивих (Neothraupis), рудогорлих (Cypsnagra) тангарів, габій (Habia).
Вочевидь, самки відкладають одне чи два яйця. За спостереженнями Скатча, у гнізді темнощокої танагри-потрост знаходилося два пташеня, а 2017 року було відзначено лише одне яйце червонодзьобої танагри до того, як гніздо зникло (ймовірно, через мавп або інших птахів). Незважаючи на розмаїття раціону дорослих птахів, вони годують пташенят виключно комахами.

## Систематика
Птахів із дев'ятьма маховими перами вчені об'єднують у надродину Passeroidea. Вперше подібний поділ було зроблено Робертом Джеєм Райковим (Robert Jay Raikow) 1978 року. До цієї надродини, зокрема, відносять родини кардиналових (Cardinalidae), вівсянкових (Emberizidae), трупіалових (Icteridae), піснярових (Parulidae) і саякових (Thraupidae), що мешкають у Новому Світі. Ця група включає близько 8 % усіх наявних видів птахів, 15 % горобцеподібних і 17 % птахів Нового Світу. У деяких працях їх об'єднують у надродину Emberizoideae, або кладу Emberizinae, або родину Emberizoideae, розглядаючи зазначені вище групи як підродини. Роди Mitrospingus, Orthogonys та Lamprospiza традиційно відносили до родини саякових. Згідно з дослідженнями Кевіна Бернса (Kevin J. Burns) 1997 року, на філогенетичному дереві червонодзьобу танагру і темнощоку танагру-потрост було розташовано безпосередньо поруч одна з одною, проте розташовували в глибині загального дерева саякових.
2007 року в дослідженнях Джона Клікі (John Klicka) та інших було показано, що очеретяні танагри і деякі інші таксони знаходяться на філогенетичному дереві далеко від тих груп, до яких їх традиційно відносять. Кіт Баркер (F. Keith Barker) та інші 2013 року опублікували висліди молекулярних досліджень близько 200 видів птахів з надродини Emberizoideae. Побудоване ними філогенетичне дерево підтвердило монофілію п'яти основних родин, але також визначило кілька додаткових клад або відокремлених груп, багато з котрих після праць Баркера 2013 і 2015 років було виділено в окремі родини або підтвердили свій статус. Зокрема, подорожників (Calcarius) і пуночок (Plectrophenax), що мешкають у Північній Америці, Міжнародна спілка орнітологів виділила у родину подорожникових (Calcariidae); танагр-кео (Rhodinocichla), що мешкають у Центральній та Південній Америці, — у монотипову родину Rhodinocichlidae; коронників-куцохвостів (Zeledonia), що мешкають у гірських лісах Центральної Америки, — у монотипову родину Zeledoniidae. Численних ендеміків островів Карибського моря було розділено наступним чином: багамські танагри (Spindalis) виділені в монотипову родину Spindalidae, пуерто-ріканські танагри (Nesospingus) — в монотипову родину Nesospingidae, пальмові танагри (Phaenicophilui), білокрилі піснярі (Xenoligea), зеленохвості піснярі (Microligea) — у родину Phaenicophilidae (раніше до неї включали тільки пальмових танагр), ситівки (Teretistris) — в монотипову родину Teretistridae, корніхони (Calyptophilus) — у родину Calyptophilidae. Танагри-потрости (Mitrospingus), зелені танагри (Orthogonys) і червонодзьобі танагри (Lamprospiza) на підставі цієї роботи були виділені до родини Mitrospingidae. Дослідники вважають, що представники цієї родини походять від загального предка темнощокої танагри-потрост (Mitrospingus cassinii) і червонодзьобої танагри (Lamprospiza melanoleuca). У роботі було також показано сестринське відношення цієї родини до клади саякових (Thraupidae) і кардиналових (Cardinalidae).
Міжнародна спілка орнітологів відносить до родини Mitrospingidae три роди з чотирма видами:
| Види                                     | Види                      | Види     | Види                                                        | Види                                                                  |
| Наукова назва                            | Українська назва          | Світлина | Опис                                                        | Поширення                                                             |
| ---------------------------------------- | ------------------------- | -------- | ----------------------------------------------------------- | --------------------------------------------------------------------- |
| Mitrospingus cassinii (Lawrence, 1861)   | Танагра-потрост темнощока |          | Загальна довжина — 18–18,5 см, маса — 32–41 г, два підвиди. | Мешкає в Центральній і Південній Америках від Коста-Ріка до Еквадору. |
| Mitrospingus oleagineus (Salvin, 1886)   | Танагра-потрост оливкова  |          | Загальна довжина — 19 см, маса — 35,5–46 г, два підвиди.    | Мешкає у Південній Америці.                                           |
| Orthogonys chloricterus (Vieillot, 1819) | Танагра зелена            |          | Загальна довжина — 18–19 см.                                | Мешкає на південному сході Бразилії.                                  |
| Lamprospiza melanoleuca (Vieillot, 1817) | Танагра червонодзьоба     |          | Загальна довжина — 18–19 см.                                | Мешкає в басейні річки Амазонка.                                      |